# Grand Mont (ruisseau)
 (avril 2022).
Si vous disposez d'ouvrages ou d'articles de référence ou si vous connaissez des sites web de qualité traitant du thème abordé ici, merci de compléter l'article en donnant les références utiles à sa vérifiabilité et en les liant à la section « Notes et références ».
Pour les articles homonymes, voir Grand Mont (homonymie).
Le Grand Mont ou ruisseau de Grand Mont est un cours d'eau de Belgique, affluent de la Lienne et faisant donc partie du bassin versant de la Meuse. Il coule dans les communes de Manhay en province de Luxembourg  et de Stoumont en province de Liège.

## Parcours
Ce ruisseau prend sa source à proximité du hameau de La Fourche, non loin de la localité de Chêne al'Pierre dans la commune de Manhay au nord de la province de Luxembourg à une altitude d'environ 460 m. Il coule vers de sud-est, passe après quelques hectomètres sous l'autoroute E25. Le parcours du ruisseau est essentiellement boisé. Il passe sous le hameau de Basse Monchenoule puis contourne le bois du Grand Mont en faisant office pendant environ 1 kilomètre de limite provinciale (province de Luxembourg et province de Liège), passe en contrebas de Picheux puis sous la route nationale 66 Werbomont - Basse-Bodeux pour aboutir en rive gauche de la Lienne au lieu-dit Neufmoulin sous le hameau d'Oufny (commune de Stoumont) à une altitude d'environ 260 m.
Ce cours d'eau reçoit plusieurs ruisseaux dont le ruisseau de la Fagnotte venant de Champ de Harre.